# آنا بلین الگویان
آنا بلین الگویان (انگلیسی: Ana Belén Elgoyhen؛ زادهٔ ۱۳ دسامبر ۱۹۵۹) زیست‌شناس مولکولی اهل آرژانتین است.
وی همچنین برندهٔ جوایزی همچون کمک‌هزینه گوگنهایم شده‌است.